# Théophile Emmanuel Duverger

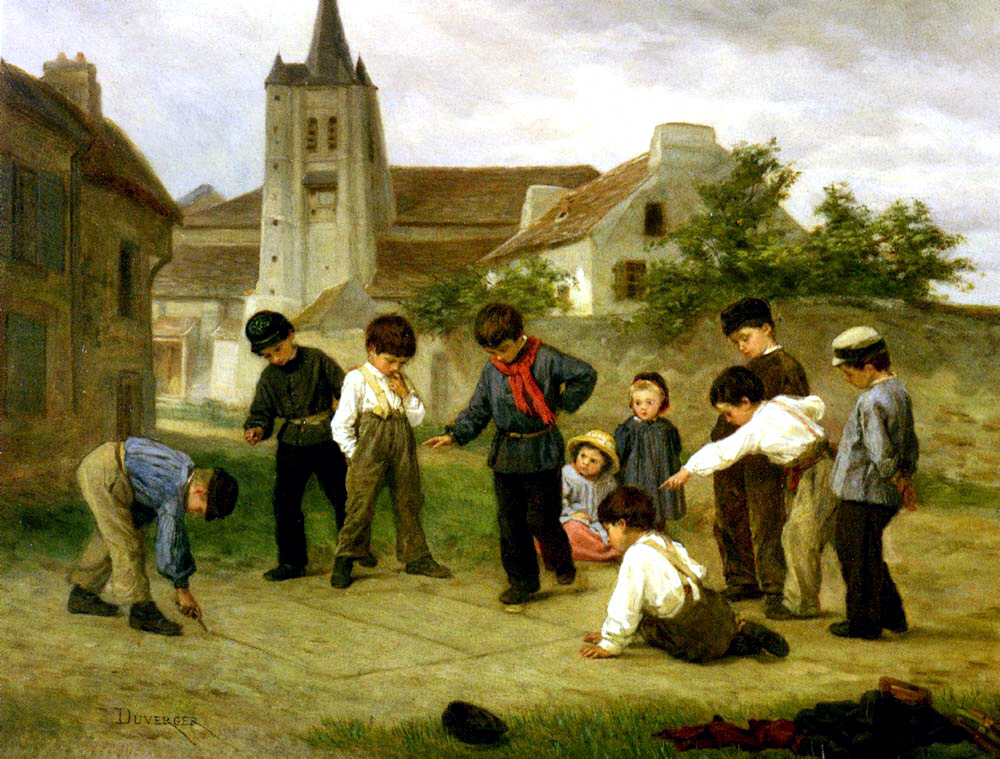
Il gioco della campana

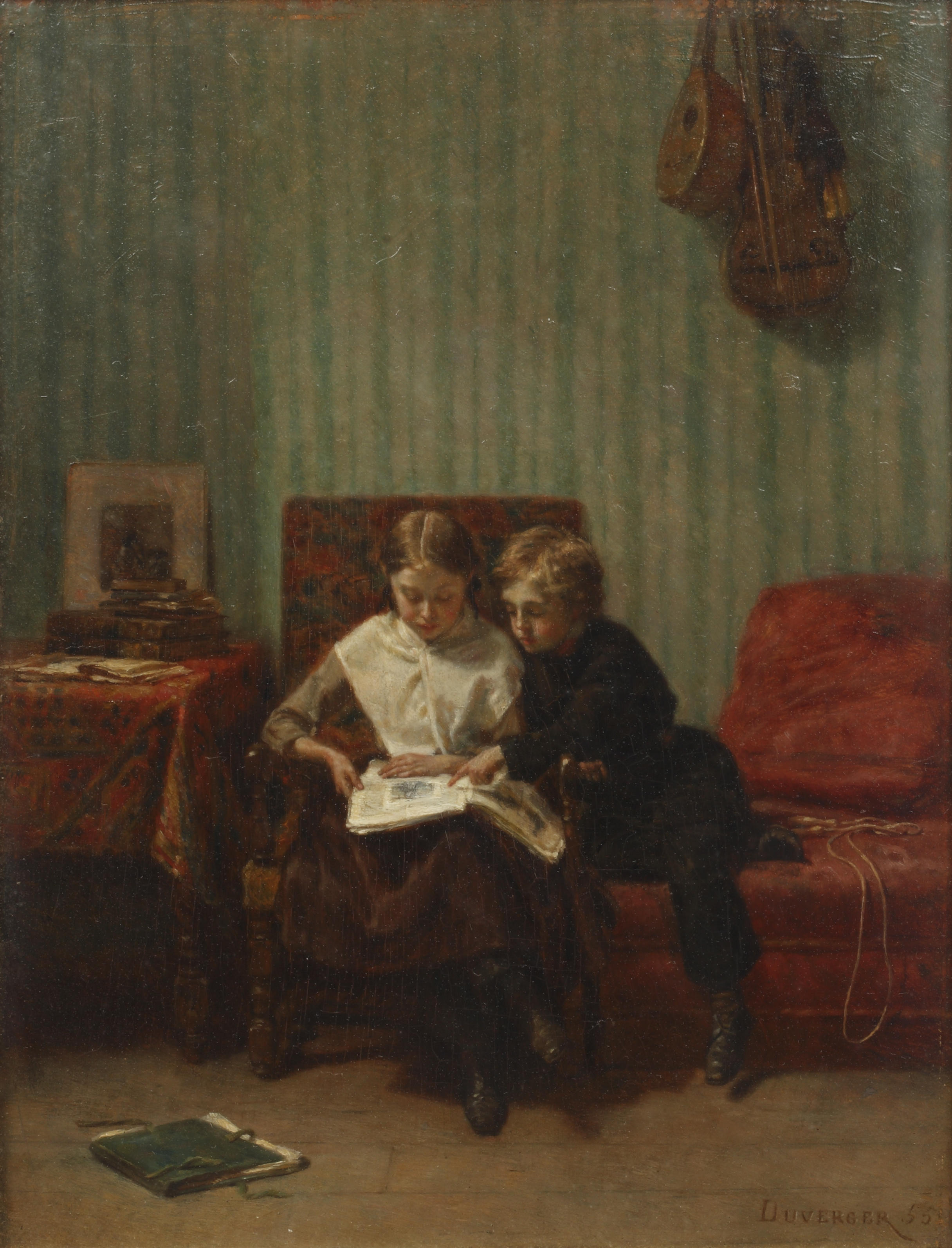
Due bambini che leggono (1855)

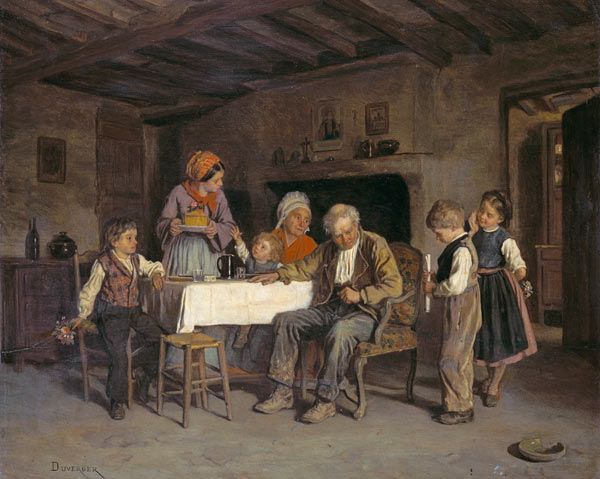
Festa a sorpresa

Théophile Emmanuel Duverger (Bordeaux, 17 marzo 1821 – Écouen, 25 agosto 1898) è stato un pittore francese, rappresentante della scuola realista.

## Biografia
Autodidatta, imparò a dipingere osservando la Natura e le opere dei grandi pittori. Dal 1846 iniziò a esporre i suoi ritratti femminili al Salon di Parigi. In seguito si dedicò soprattutto alla pittura di genere, raffigurando scene colte dalla vita quotidiana.
Il suo dipinto Contadino con i suoi figli fu acquistato dalla Stato francese nel 1865 ed è attualmente esposto al Musée d'Orsay di Parigi.
Il pittore francese André Henri Dargelas era suo genero.

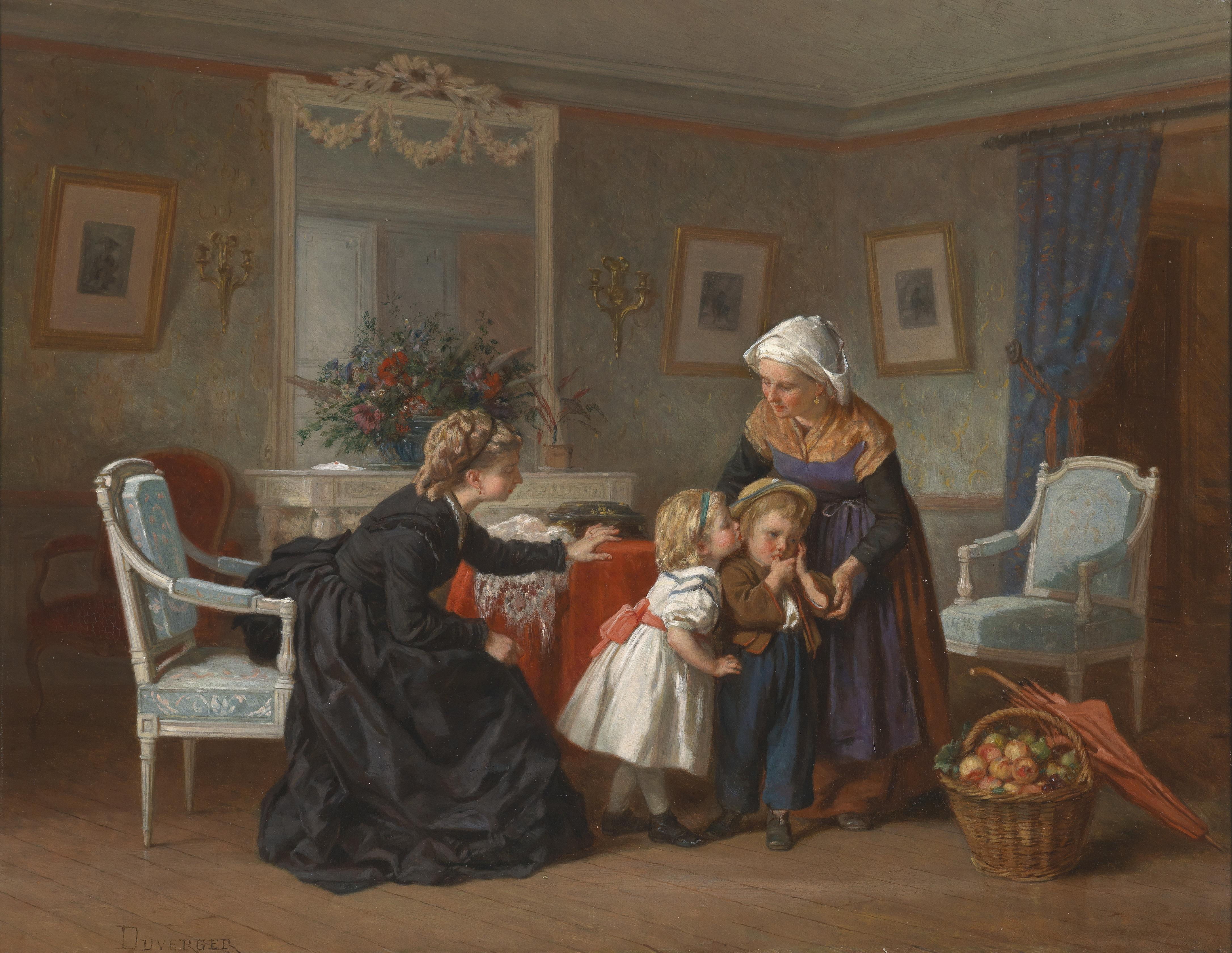
Dalla Signora

## Alcune opere

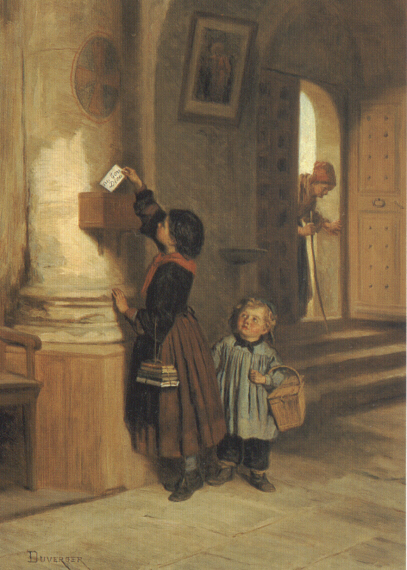
Lettera al Signore
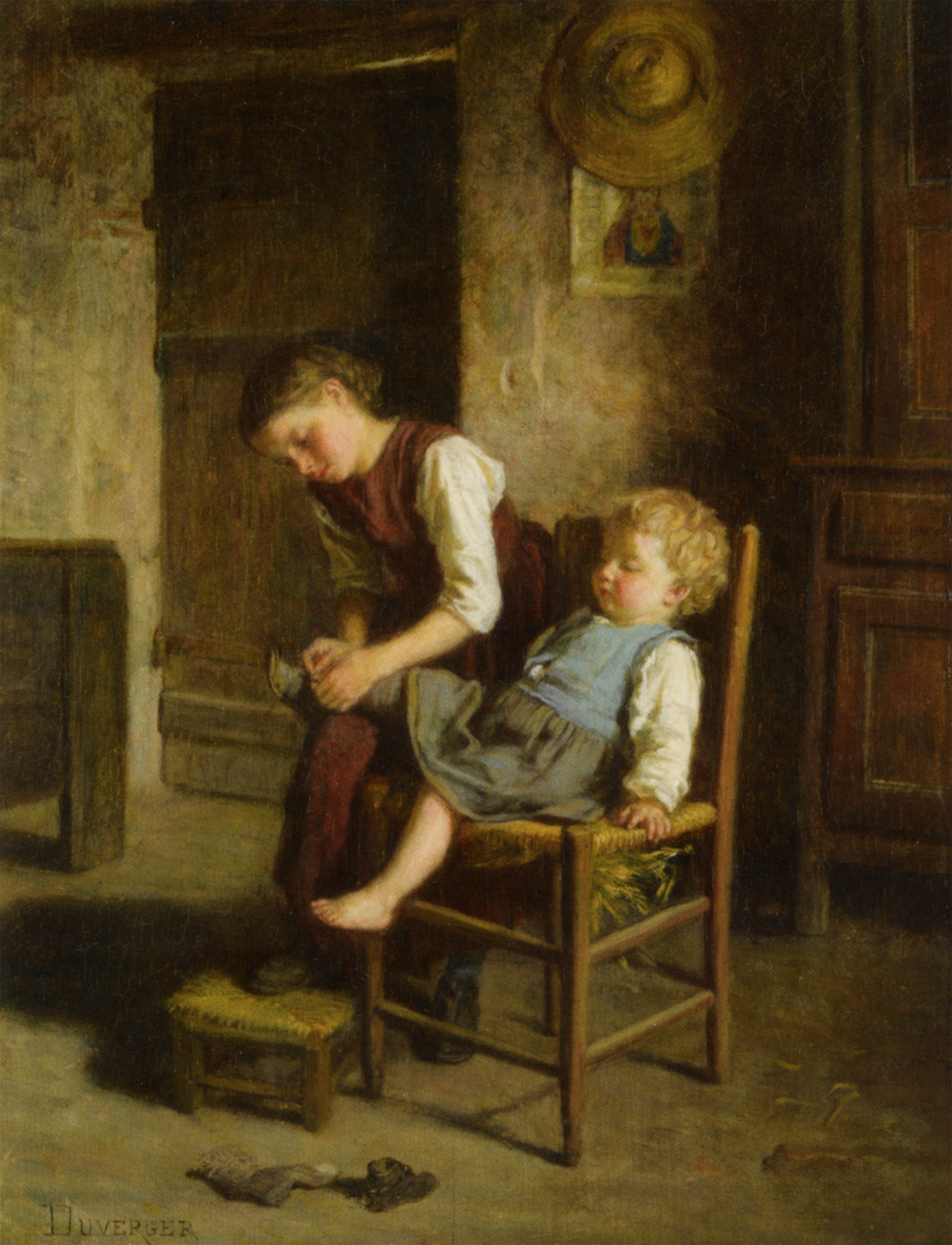
Sorelle
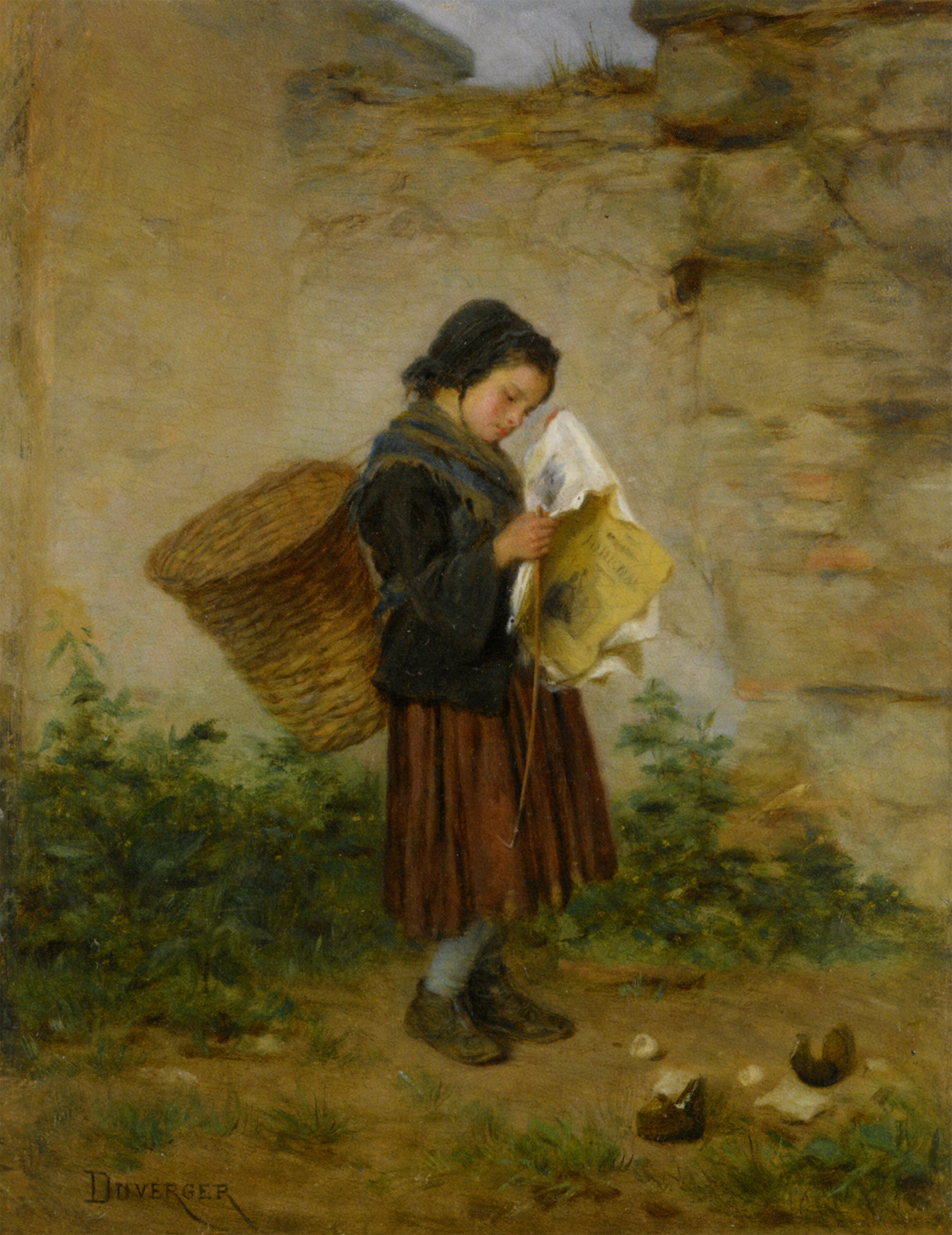
La notizia del giorno
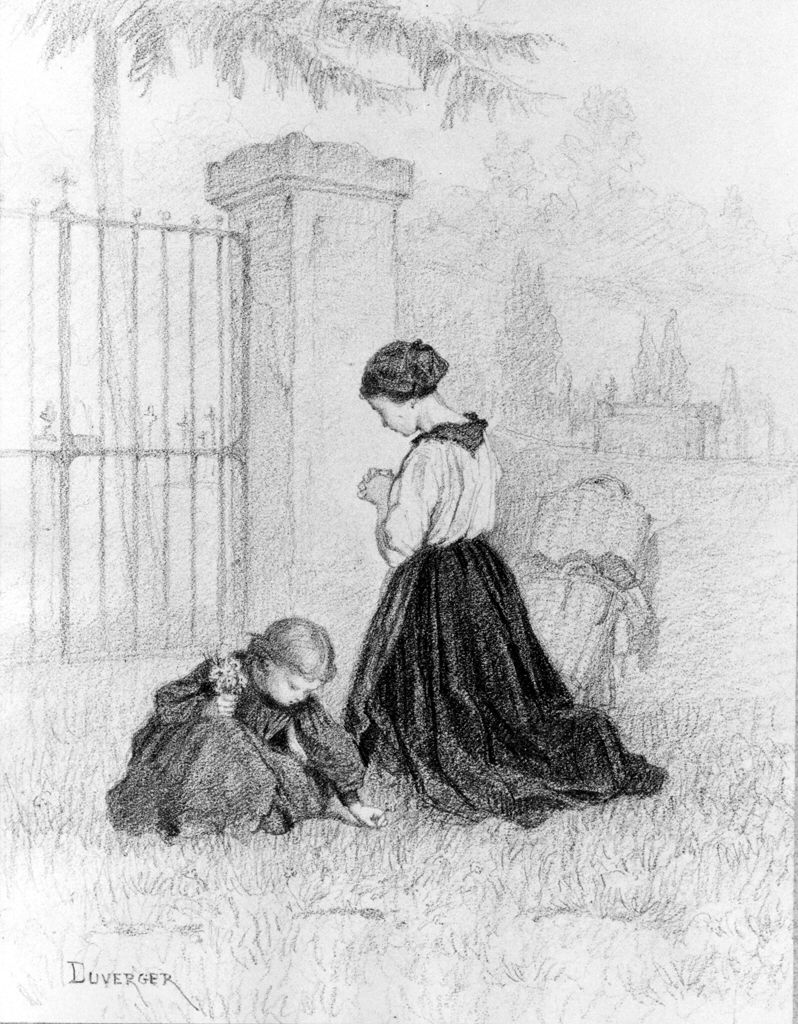
Preghiera al cimitero
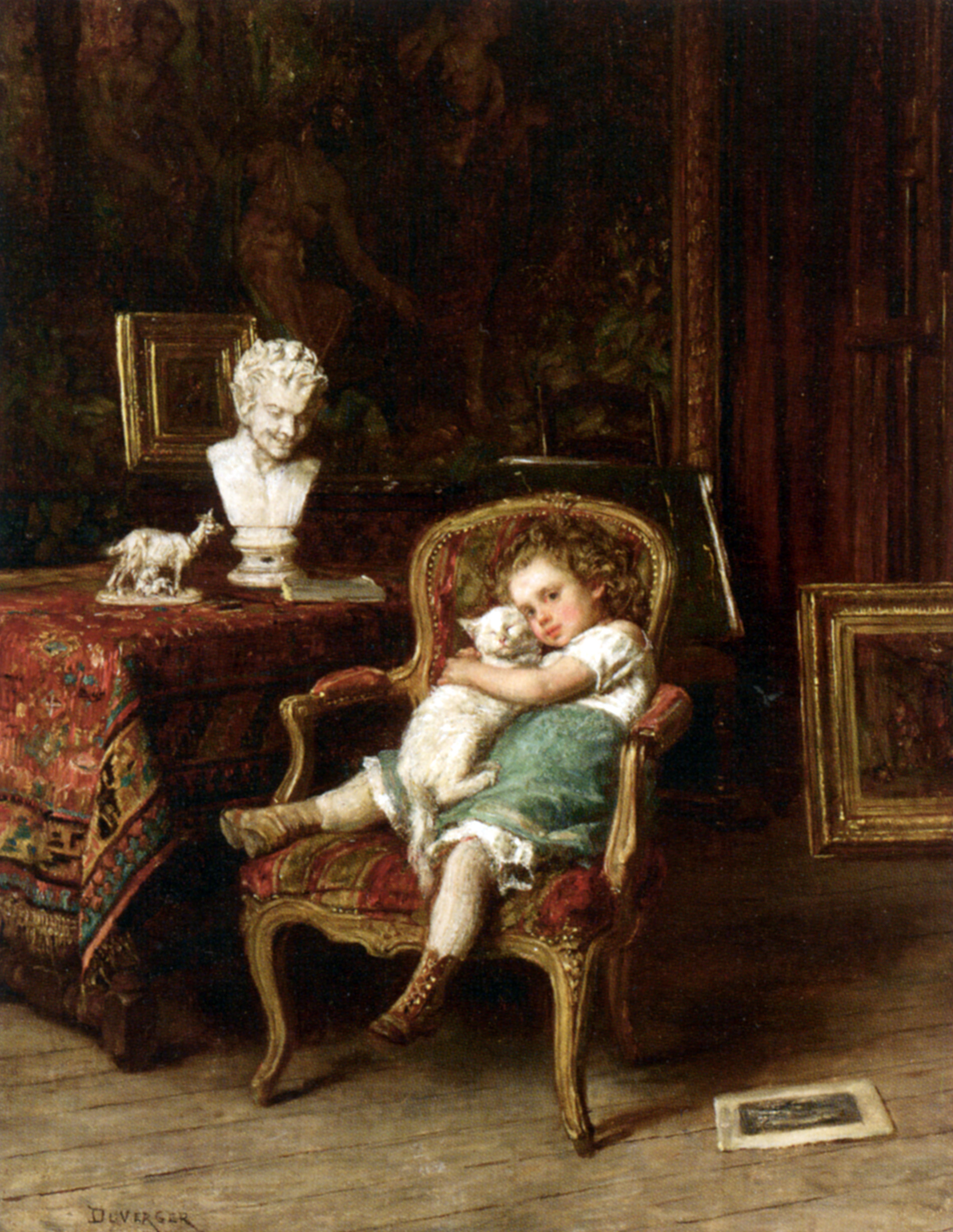
Il miglior amico
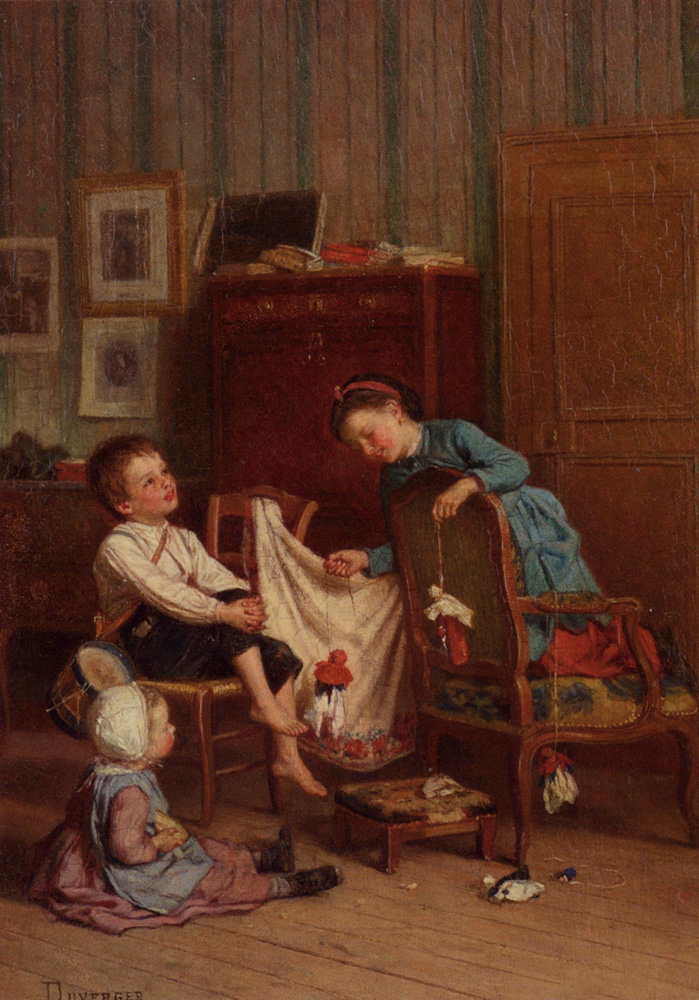
Le marionette
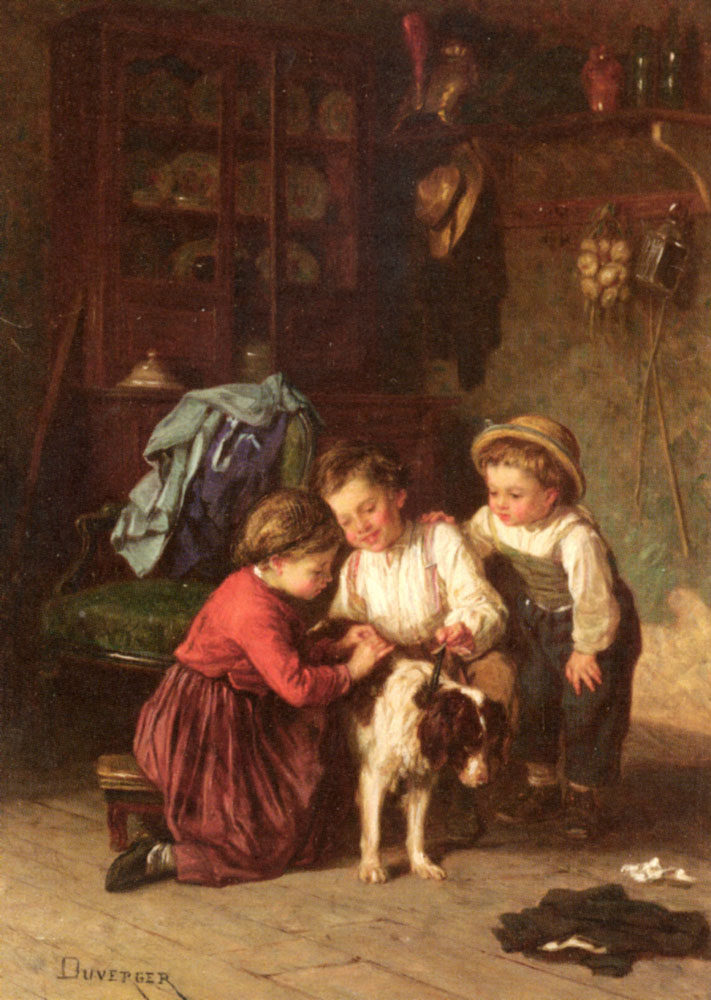
I piccoli veterinai
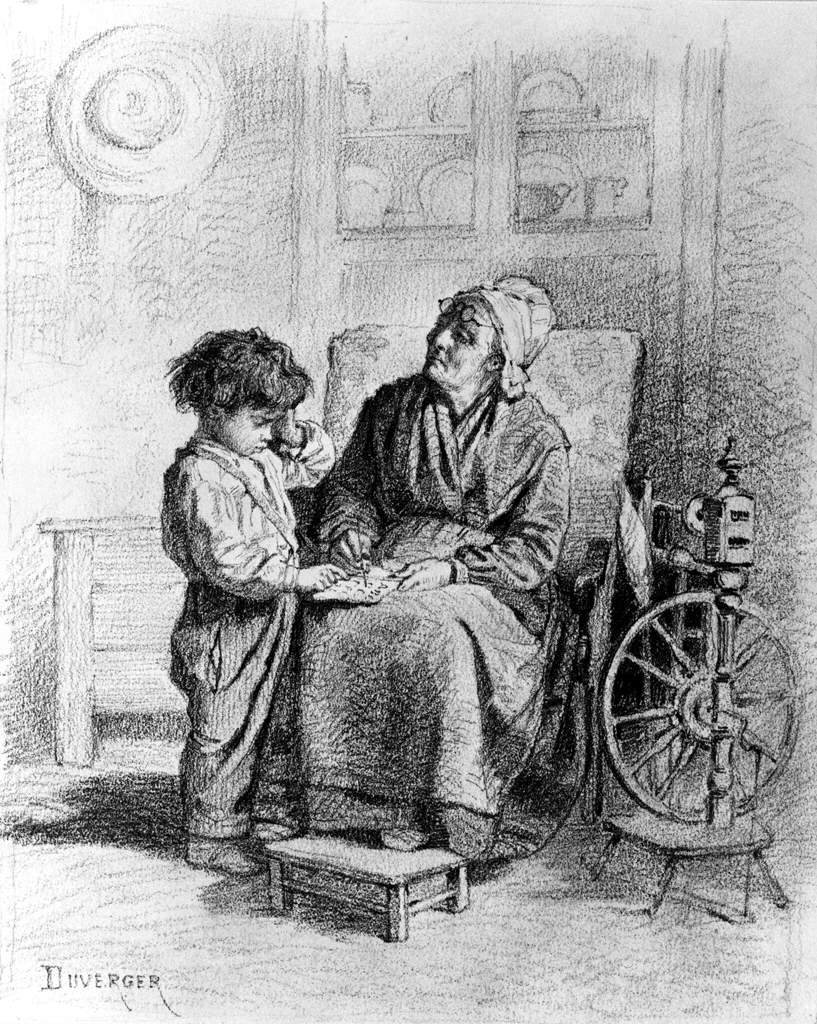
Imparando l'alfabeto